# Char volant

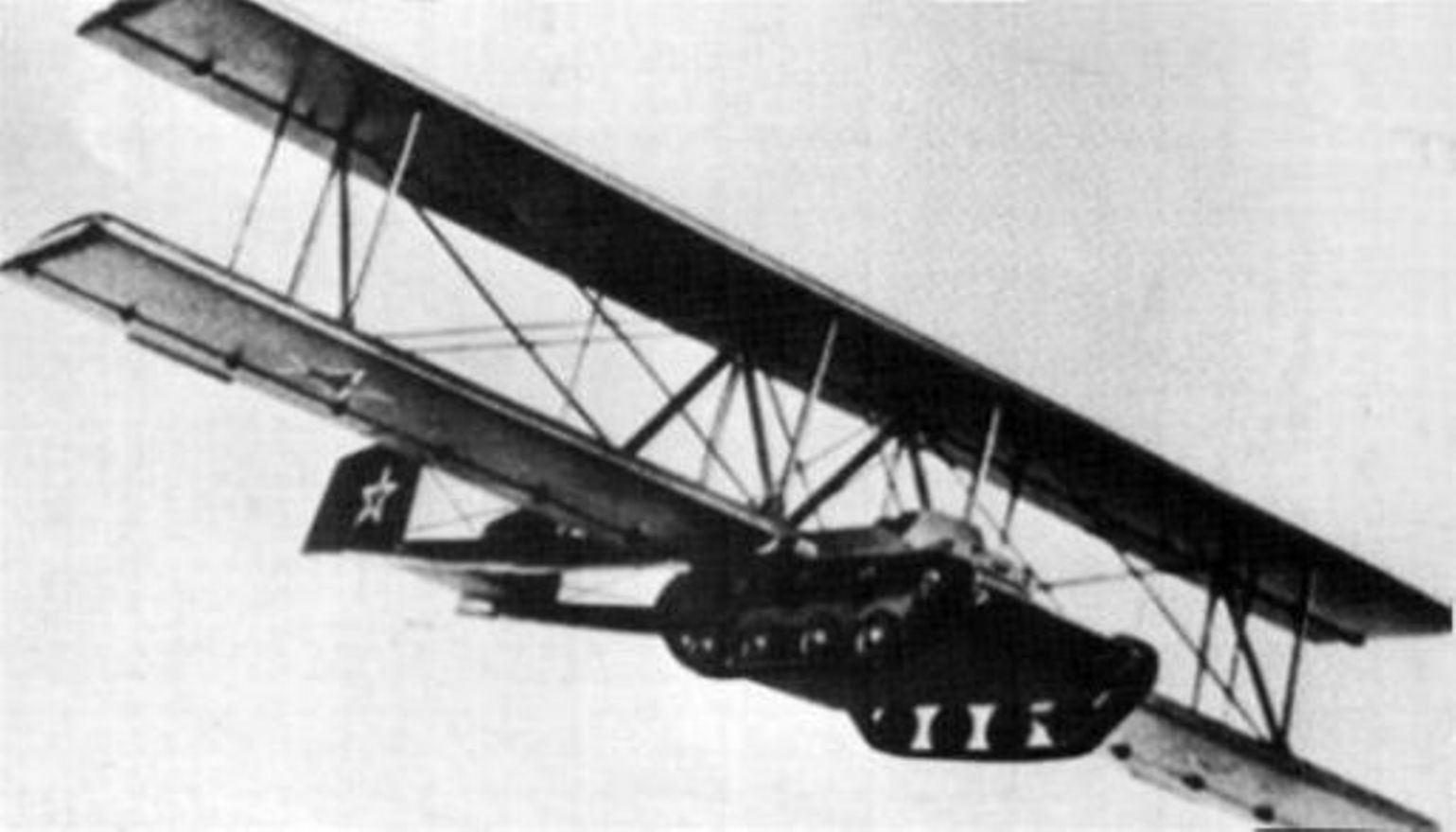
L'unique photographie existante de l'Antonov A-40, un char doté d'ailes conçu dans les années 1940.

Les chars dotés d'ailes de planeur, ou chars volants ont été le sujet de nombreuses expérimentations infructueuses au cours du vingtième siècle. Il était alors souvent prévu qu'ils puissent être tractés par un avion, voire directement accrochés dessous, afin d'être largués et atteindre un champ de bataille en planant, afin d'apporter leur soutien aux forces d'infanterie.
Pendant une guerre, les troupes aéroportées utilisent les parachutes pour larguer des soldats derrière les lignes ennemies afin de capturer et tenir des objectifs importants, en attendant d'être relevées par des troupes alliées plus lourdement équipées. Les planificateurs militaires ont toujours cherché le moyen de fournir de l'équipement de soutien lourd aux troupes aéroportées sous la forme de véhicules blindés légers ou de pièces d'artillerie, pouvant être largués par parachute ou à l'aide de planeurs. Le gros problème avec ces manœuvres était que les véhicules ainsi parachutés l'étaient généralement séparément de leur équipage, et des retards ou problèmes divers pouvaient empêcher la bonne utilisation de ce matériel dans les temps.
Les planeurs militaires permettaient d'envoyer au combat en même temps les hommes et leur matériel. Ils minimisaient également l'exposition des avions remorqueurs, considérés comme étant d'une valeur bien plus importante, sur le champ de bataille. L'idée idéale semblait donc de concevoir un char d'assaut qui pouvait planer jusque sur la zone des combats, puis larguer ses ailes et être prêt à se battre en à peine quelques minutes.

## Histoire
Au début des années 1930, l'ingénieur américain John Walter Christie avait déjà déjà effectué des expérimentations sur l'idée des chars volants,.

### Expérimentations soviétiques

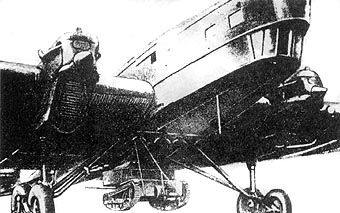
Un bombardier soviétique transportant une chenillette T-27, en 1935.

Au début du XXe siècle, la soie pour parachute était rare en Union soviétique. Les militaires menèrent alors des expérimentations au cours desquelles des soldats étaient largués sur de la neige épaisse sans parachute (!). En 1930, le bureau de conception spécial Grokhovskiy expérimenta le largage de « bus aériens » remplis de soldats : le G-45 à roues de bicyclette au-dessus des terres et le véhicule amphibie « Hydro bus » au-dessus des étendues d'eau. Lorsque l'Hydro bus se désintégra à l'atterrissage, le concepteur en chef et son assistant furent attachés à l'intérieur du G-45 pour un test de largage. Ils survécurent, mais le projet fut annulé.
Plus tard, les Soviétiques utilisèrent des bombardiers lourds pour atterrir sur le champ de bataille avec des chenillettes T-27 et T-37, puis expérimentèrent le largage aérien de chars légers, avec et sans parachutes. En 1941, les unités aéroportées reçurent des chars amphibies T-40.
Aucune de ces expérimentations ne se révéla vraiment satisfaisante, et en 1942, les forces aériennes soviétiques ordonnèrent à Oleg Antonov de concevoir un planeur permettant de faire atterrir les chars. Antonov fut plus ambitieux, et ajouta à la place un berceau détachable à un exemplaire allégé du char léger T-60, comportant de grandes ailes biplan en bois et tissu, ainsi qu'une grande double dérive. Bien qu'un essai à moitié réussi ait été réalisé, le projet fut tout de même abandonné, car il n'existait pas à ce moment-là d'avion suffisamment puissant pour remorquer un tel engin à une vitesse de 160 km/h.

### Projets japonais
Le char volant spécial no 3 (en) (en japonais : 特三号戦車 クロ) de l'Armée impériale japonaise, aussi désigné So-Ra ou Ku-Ro, fut développé en 1943. Comme ses homologues soviétiques, il était doté d'ailes détachables, mais pouvait aussi être transporté à l'intérieur de planeurs lourds, tels les Kokusai Ku-7 Buzzard (en) et Ku-8 I Gander. Ils pouvaient être remorqués par des avions tels que le bombardier lourd Mitsubishi Ki-21. Toutefois, le projet de char volant japonais fut abandonné avant la mise en production des exemplaires de série. Les planeurs de transport de chars furent déployés aux Philippines pendant l'année 1944. Un autre prototype était le char volant Maeda Ku-6 (en), mais celui ci ne dépassa pas non plus le stade des expérimentations.

### Conceptions britanniques
En 1941, Leslie Everett Baynes (en) produisit un concept pour un Carrier Wing Glider de 100 pieds (30,4 m) d'envergure, une grande aile volante dépourvue de dérive permettant de transporter un char. Un planeur expérimental à échelle réduite, le Baynes Bat, fut testé. Les résultats furent satisfaisants, mais le projet fut délaissé et les travaux de conception se focalisèrent sur des planeurs pouvant transporter des véhicules en position interne. Ces travaux firent naître les célèbres planeurs Airspeed Horsa et Hamilcar, qui pouvaient respectivement emporter une Jeep et un char léger.

### Après la Seconde Guerre mondiale
L'Union soviétique a continué à développer des méthodes permettant de déployer efficacement des véhicules aéroportés, mais surtout en se focalisant sur l'emploi de grands parachutes depuis de grands aéronefs à aile fixe, dans un effort visant à rendre l'infanterie aéroportée totalement mécanisée. Dès les années 1970, les Soviétiques ont été en mesure de larguer des BMD-1 avec leur équipage à bord, à l'aide d'une combinaison entre des parachutes et des rétrofusées.

## Autres usage du terme
Les chars T-80 et T-84 ont parfois été aussi surnommés « chars volants », en raison de leurs performances élevées sur le terrain, ceux-ci étant particulièrement légers pour leur taille, ce qui leur donnait une vitesse assez élevée. Le surnom de char volant est parfois utilisé pour désigner des aéronefs d'attaque au sol particulièrement efficaces, comme le fut l'Iliouchine Il-2 pendant la Seconde Guerre mondiale ou l'actuel A-10 Thunderbolt II américain.